# تشيلسي (لندن)
تشيلسي (بالإنجليزية: Chelsea)‏ هي منطقة راقية في جنوب غرب العاصمة الإنجليزية لندن على الضفة الشمالية لنهر التمز. ينتمي إليها نادي تشيلسي لكرة القدم، ومقره ملعب ستامفورد بريدج، الذي يمتد على الحدود بين منطقتي تشيلسي وفولهام.

## مشاهير قطنوا تشيلسي
| - آفا غاردنر - آن أوف كليفز - إريك كلابتون - أغاثا كريستي - إليزابيث غاسكل - أوسكار وايلد - برام ستوكر - بوب مارلي - بيتولا كلارك - ت. س. إليوت - توماس كارليل - توماس مور | - تيرنر (رسام) - جون فريزر - جورج إليوت - جودي غارلند - جون ر. تولكين (مؤلف سيد الخواتم) - جيا خان - دانتي جابرييل روزيتي - ديرك بوجاردي - ديفيد لويد جورج - ستيف كوجان - شيرلي ماكلين - غافين ماكسويل | - فرانسيس بيكون - كاثرين دوقة كامبريدج - لورنس أوليفيه وزوجته فيفيان لي - مارك توين - ماري شيلي - ماغي سميث - ميك جاغر وجميع أعضاء فريق الرولينج ستونز - نيكولاوس زايزندورف - هارولد ماكميلان - هنري جيمس - هيلاير بيلوك - ويلفريد ثيسيجر (مبارك بن لندن) |

## أعلام
- روز غراي
- إليزابيث غاسكل
- كارول ريد
- هارولد ماكميلان
- جيمس مكنيل ويسلر
- جورج غراي
- ليونيل ديفيدسون